# Юнила
Юнила (на латински: Junilla) е римлянка от 1 век.
Дъщеря е на Луций Елий Сеян (преториански префект и консул 31 г.) и първата му съпруга Апиката, която вероятно е дъщеря на Марк Гавий Апиций. Сестра е на Страбон и Капито Елиан.
През 20 г. четиригодишната Юнила е сгодена за Клавдий Друз Германик, синът на бъдещия император Клавдий. Малко след това Клавдий Друз умира. Тя се омъжва за Луций Антоний, син на Юл Антоний и Клавдия Марцела Старша и внук по баща на Марк Антоний и неговата трета съпруга Фулвия, а по майка е внук на Гай Клавдий Марцел Младши и Октавия Младша, сестра на император Август. Съпругът ѝ умира на 53 години през 34 г.
През 32 г. в Галия при Толоза тя ражда син Марк Антоний Примус и през 34 г. дъщеря Антония Постума, родена след смъртта на съпруга ѝ.